# 戦術論

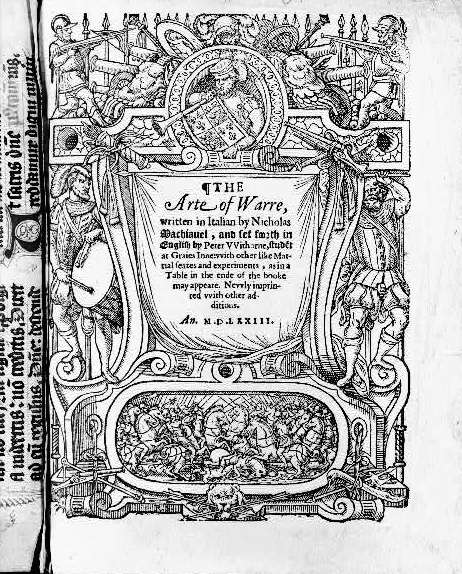
ピーター・ホワイトホーンによる、1573年刊の戦術論・英訳版 The Art of War の表紙

『戦術論』（せんじゅつろん、伊: Dell'arte della guerra）は、ニッコロ・マキャヴェッリによる軍事学の著作である。
古代ローマの軍事制度・戦闘教義を参考にした軍事学の研究であり、1519年から1520年に全7巻が執筆された。対話篇形式で書かれている。

## 構成
- 第1巻 : 市民軍について
- 第2巻 : 市民軍の訓練・武器・戦闘形態
- 第3巻 : 軍事訓練の未来像
- 第4巻 : 司令官の心得
- 第5巻 : 敵中行軍
- 第6巻 : 陣地作戦
- 第7巻 : 都市の防衛

## 内容
本書の冒頭でマキャヴェッリは「幸福のために社会にもたらされる技術や神の下で制定された儀礼は、軍事力がなければ無価値になる」と論じている。これはマキャヴェッリの現実主義的な政治思想を反映しており、他の著作でも一貫して述べられている。
国家が採用するべき軍事制度について、マキアヴェッリは主にローマ軍を参考としている。そのため当時イタリアで主流であった傭兵による軍事組織ではなく、自国民を徴集して軍事組織を作ることが主張する。同時にこの軍は騎兵よりも歩兵を重要視しており、騎兵に依存する国家の脆弱性を指摘している。
自国民によって組織した軍隊に対して実施する軍事訓練について、4段階の方式を論じている：
- 第1段階 - 戦闘隊形に号令と共に瞬時に展開する基本教練の動作
- 第2段階 - 部隊が同一の歩調で行動することで隊伍を整然と維持する行軍の動作
- 第3段階 - 敵に対する適切な戦闘行動を行う動作
- 第4段階 - 命令を伝達する際に使用する信号の意味の教育

これら軍事訓練によって精強な軍事組織を作り上げられる。
一方で指揮官の重要性は別の問題であり、部隊の団結は指揮官に対する勇気や善行などの評判によって左右される。指揮官にとって重要な力量とは危機的状況において攻撃的に行動する資質であり、また部隊の士気を高めるために演説に長けていることも求められる。
本書は16世紀において21版を重ね、フランス語・英語・ドイツ語・ラテン語に翻訳されており、徴兵制度の提唱、軍事訓練の提案などの面において後世の軍事学の研究に影響を与えた。

## 日本語訳
- 『戦術論』 浜田幸策訳、原書房、新版2010年
- 『戦争の技術』 服部文彦訳、筑摩書房〈ちくま学芸文庫〉[1]、2012年
- 『マキアヴェッリ　戦略論大系13』 石黒盛久編著、芙蓉書房出版、2011年 - 詳細な訳・解説